# Lagarde-d'Apt
Lagarde-d'Apt är en kommun i departementet Vaucluse i regionen Provence-Alpes-Côte d'Azur i sydöstra Frankrike. Kommunen ligger i kantonen Apt som tillhör arrondissementet Apt. År 2022 hade Lagarde-d'Apt 30 invånare.

## Befolkningsutveckling
Antalet invånare i kommunen Lagarde-d'Apt
| Referens: INSEE |